# Махачев, Гаджи Нухиевич
Гаджи́ Нухи́евич Маха́чев (19 марта 1951, Хасавюрт — 19 декабря 2013, Москва) — российский общественный и государственный деятель, доктор юридических наук, профессор.
Назначался на должность заместителя Председателя Правительства Республики Дагестан, дважды избирался депутатом Государственной Думы Российской Федерации, член партии Единая Россия.

## Биография

### Детство, юность
Родился 19 марта 1951 года в дагестанском городе Хасавюрте, в семье выходца из горного аварского селения Буртунай (ныне находится на территории Казбековского района Республики Дагестан). Отец служил в городской милиции, выйдя на пенсию, занялся ремесленничеством, торговал на рынке. В семье Махачевых было семь сыновей и шесть дочерей. Гаджи Махачев уже в раннем детстве отличался любознательностью. Занимался вольной борьбой, добился звания мастера спорта. В юные годы имел прозвище «голова».

### Суд, заключение
Гаджи Махачев в 1967 году был осужден на три года по статьям 89 ч. 2 (хищение государственного или общественного имущества, совершенное путём кражи) и 145 ч. 2 (грабеж) УК РСФСР, досрочно освобожден в 1968 году.
19 декабря 1980 г. Махачев был вновь осужден Верховным судом Дагестанской АССР на 6 лет по статьям 108 ч. 1 (умышленное тяжкое телесное повреждение), 112 ч. 1 (умышленное легкое телесное повреждение), 218 ч. 1 (незаконное ношение, хранение, приобретение, изготовление или сбыт оружия, боевых припасов или взрывчатых веществ) УК РСФСР. Отбыв 3 года, 3 месяца и 23 дня был освобожден условно досрочно. Наказание отбывал в Оренбургской области.

### Покушения
Махачев пережил несколько покушений за свою жизнь.
В августе 1992 года произошло первое покушение на жизнь Махачева. Был обстрелян его автомобиль. Никто не пострадал.
Утром 28 марта 2003 года в центре Махачкалы, на Университетской площади, в Махачева стреляли из снайперской винтовки Драгунова. В момент выстрела у Махачева зазвонил мобильный телефон, и он поднёс трубку к уху, тем самым прикрыв рукой область сердца. Пуля киллера попала в левую руку. Возможно, что неожиданный звонок спас Махачеву жизнь.
29 декабря 2006 уроженцы Дагестана Магомед Гаджиев и Рустам Абсалимов намеревались взорвать заминированный джип рядом с залом официальных лиц и делегаций аэропорта «Шереметьево-2» в тот момент, когда из зала выйдет Махачев. О подготовке покушения узнали сотрудники ФСБ, после чего Гаджиев и Абсалимов были задержаны, и в последующем были приговорены к девяти и шести годам колонии строгого режима соответственно.

### 1988—1999 годы
- В 1988 году основал Народный фронт имени имама Шамиля (НФШ), активисты которой принимали заметное участие в межэтнических столкновениях, происходивших между чеченцами и аварцами в 1989—1990 годы и между кумыками и аварцами в 1991 году, а сам Махачев приобрёл известность, став фигурой регионального масштаба[8]. В 1992 году Гаджи Махачев был избран Председателем Аварского народного движения имени имама Шамиля.
- В 1991 году был избран народным депутатом Верховного Совета ДАССР.
- В 1995 и в 1999 годах избирался депутатом Народного Собрания Республики Дагестан.
- В 1996 году рискуя своей жизнью освободил 17 новосибирских милиционеров попавших в плен к боевикам Радуева после Кизлярско-Первомайских событий.
- В 1995 году был назначен Генеральным директором ОАО «Дагнефть», которое является подразделением ОАО «Роснефть».
- В 1997 году создал спортивный клуб «Профессиональной вольной борьбы».
- С 1998 года, вплоть до избрания депутатом Государственной Думы в 1999 году занимал должность заместителя Председателя Правительства Республики Дагестан.

### 2000—2013 годы
- В 2000 году основал благотворительный Фонд по поддержке науки, образования и культуры.
- С 2002 года заведует кафедрой административного и финансового права юридического факультета Дагестанского государственного университета.
- В 2003 году Гаджи Махачев вновь избран депутатом Государственной Думы Федерального собрания Российской Федерации четвёртого созыва, где его избирают первым заместителем председателя Комитета по делам общественных объединений и религиозных организаций.
- Указом Президента Республики Дагестан № 242 от 24 декабря 2007 года Махачев назначен Постоянным представителем Республики Дагестан при Президенте Российской Федерации.
- 16 января 2013 года Махачев назначен и. о. главы Кизилюртовского района РД[9]
- 19 марта 2013 года Махачев сложил с себя полномочия главы администрации Кизилюртовского района[10]
- 23 сентября 2013 года стало известно о назначении Махачева на должность заместителя Председателя Правительства Республики Дагестан[11]

## Смерть
19 декабря 2013 года в 22 часа по московскому времени Махачев с женой и детьми, двигаясь на автомобиле Mercedes GL на большой скорости по разделительной полосе Кутузовского проспекта в Москве в сторону МКАД, попал в аварию. За рулём находился сам Махачев. По предварительным данным, аварию спровоцировал сам чиновник: он ехал с большим превышением скорости, слишком поздно заметил препятствие в месте ремонта дороги возле дома № 33 по Кутузовскому пр., не справился с управлением, врезался в разделительный блок и вылетел на встречную полосу движения, протаранил пластиковые блоки дорожного ограждения, смял три другие легковые машины и лоб в лоб столкнулся с микроавтобусом Chevrolet Express, который взорвался и загорелся. В результате данного ДТП разбилось пять автомобилей, погибло три человека и шесть получили тяжёлые ранения, в том числе трое детей. Сам Махачев скончался по дороге в больницу, а его супруга и дети были госпитализированы в тяжёлом состоянии.
Похоронен 21 декабря в родовом селе Буртунай.

## Факты
Широкой общественности Махачев стал известен своими стычками с Жириновским в зале пленарных заседаний. Также известен случай, произошедший в 2001 году, когда, в здании парламентской Ассамблеи Совета Европы Махачев вступил в драку с бывшим ичкерийским парламентарием по фамилии Тутаков.
В 2003 году, будучи депутатом ГД РФ написал запрос о проверке соблюдения лицензионных соглашений компанией ЮКОС. После запроса Махачева Генеральная прокуратура РФ совместно с Министерством природных ресурсов начали проверку подразделений ЮКОСа, расположенных на территории ЯНАО
В декабре 2010 года на сайте Викиликс появился отчёт американских дипломатов, побывавших на свадьбе сына Махачева — Далгата, которая состоялась в Дагестане летом 2006 года. Американцы были шокированы размахом, с которым справлялась свадьба.
Махачев выступал спонсором детско-юношеского ансамбля танца «Кавказ», выплачивал гранты, стипендии наиболее одарённым студентам, аспирантам и спортсменам.

## Награды
Ордена:
- Орден «За заслуги перед Отечеством» III степени (18 мая 2000) — за большой вклад в укрепление российской государственности, дружбы и сотрудничества между народами[22],
- Орден Мужества (12 июля 1996) — за мужество и самоотверженность, проявленные при исполнении гражданского долга в условиях, сопряжённых с риском для жизни[23],
- Орден Почёта (23 февраля 2004) — за заслуги в укреплении законности и правопорядка в Республике Дагестан[24]
- Орден «За заслуги перед Республикой Дагестан»,
- Орден имени Ахмата Кадырова,
- Орден «За заслуги» (Ингушетия),
- Орденом «За заслуги» организации ветеранов подразделений антитеррора «Вымпел — В»,
- Золотой медалью «Имам Шамиль»,

Медали:
- Медаль «В память 850-летия Москвы»,
- «Юбилейная медаль «300 лет Российскому флоту»»,
- «70 лет ВДВ»,
- «За укрепление боевого содружества»,
- «За заслуги» Волжского казачьего войска

Знаки:
- «Участник боевых действий»,
- «За отличие в службе» ВВ МВД, I — степени,
- «За отличие в службе» ВВ МВД, II -степени,

Грамоты:
- Почетной грамотой Республики Дагестан,
- Почетной грамотой Государственной Думы ФС РФ,

Звания:
- Почетный нефтяник Минтопэнерго РФ,
- Почетный работник высшего профессионального образования РФ,
- Лауреат Премии Правительства Российской Федерации в области «науки и техники» (2008)[25],

Также имеет:
- Наградное оружие МВД России
- Диплом ЮНЕСКО за укрепление мира между народами.

## Семья
Супруга — Шарипова Аминат Тантановна. Сыновья: Далгат, Умар, Шамиль, Рамзан и Гаджи. Дочери: Ханна, Алина и Анна.
- Дочь — Махачева Ханна Гаджиевна, директор Дагестанского базового медицинского колледжа им. Р. П. Аскерханова, замужем за депутатом Государственной Думы ФС РФ V и VI созыва Адамом Амирилаевым.
- Сын — Махачев Далгат Гаджиевич депутат Народного Собрания Республики Дагестан (V и VI созыва)[26][27][28].
- Племянник — российский футболист Махач Гаджиев[29]
- Дочь - Махачева Алина Гаджиевна, окончила юридический факультет МГУ имени М.В. Ломоносова (2024 г.)